# Axel Schauman
Axel Mortimer Schauman, född 20 juli 1855 i Jakobstad, död 6 november 1903 i Vasa, var en finlandssvensk företagsledare och medlem av den adliga familjen Schauman.
Axel Schauman var son till apotekaren Victor Schauman från Jakobstad och Elise Ekelund. Han gick i skola i Vasa men avlade ingen studentexamen. År 1873 började Schauman arbeta på affärsmannen A. A. Levóns (1820–1875) kontor i Vasa och därefter var han anställd hos handelsfirman Cabell & Schwarzkopf i Lübeck.
År 1876 grundade Schauman firman Schauman & Basilier i Vasa, som senare blev helt hans egen. Hans affärsverksamhet fokuserade på ångbåtsagentur, spedition, exporthandel och försäkringsverksamhet. Speditionen överlämnades 1882 till hans bror Waldemar Schauman, som flyttade till Vasa, medan Axel själv koncentrerade sig på rederiverksamhet. I början av 1880-talet förvärvade han en betydande ägarandel i Wasa–Nordsjö Ångbåts Ab (grundat 1873), ett rederi som trafikerade mellan Finlands hamnar och hamnar i Nordsjöområdet. År 1898 blev Schauman verkställande direktör för bolaget, som då var ett av Finlands största rederier med tolv fartyg. Han ledde också Wasa Kustångsbåts Aktie Bolag i tio år.
Schauman tog initiativet till att starta en telefonförening i Vasa 1882 och deltog i grundandet av Vasa Sockerfabrik Ab 1897. Från och med 1889 tjänstgjorde han som vicekonsul för Sverige-Norge och Danmark i Vasa, efter sin bror Waldemar Schauman. Han hade också kommerseråds titel. Han avled i hjärtsjukdom vid 48 års ålder i november 1903.
Axel Schauman var gift sedan 1878 med Johanna Christina (Hanna) Sundén. Deras son var affärsmannen och stordonatorn Harry Schauman. Bland Axel Schaumans syskon märks Wilhelm och Ossian Schauman.